# Gastraphetes

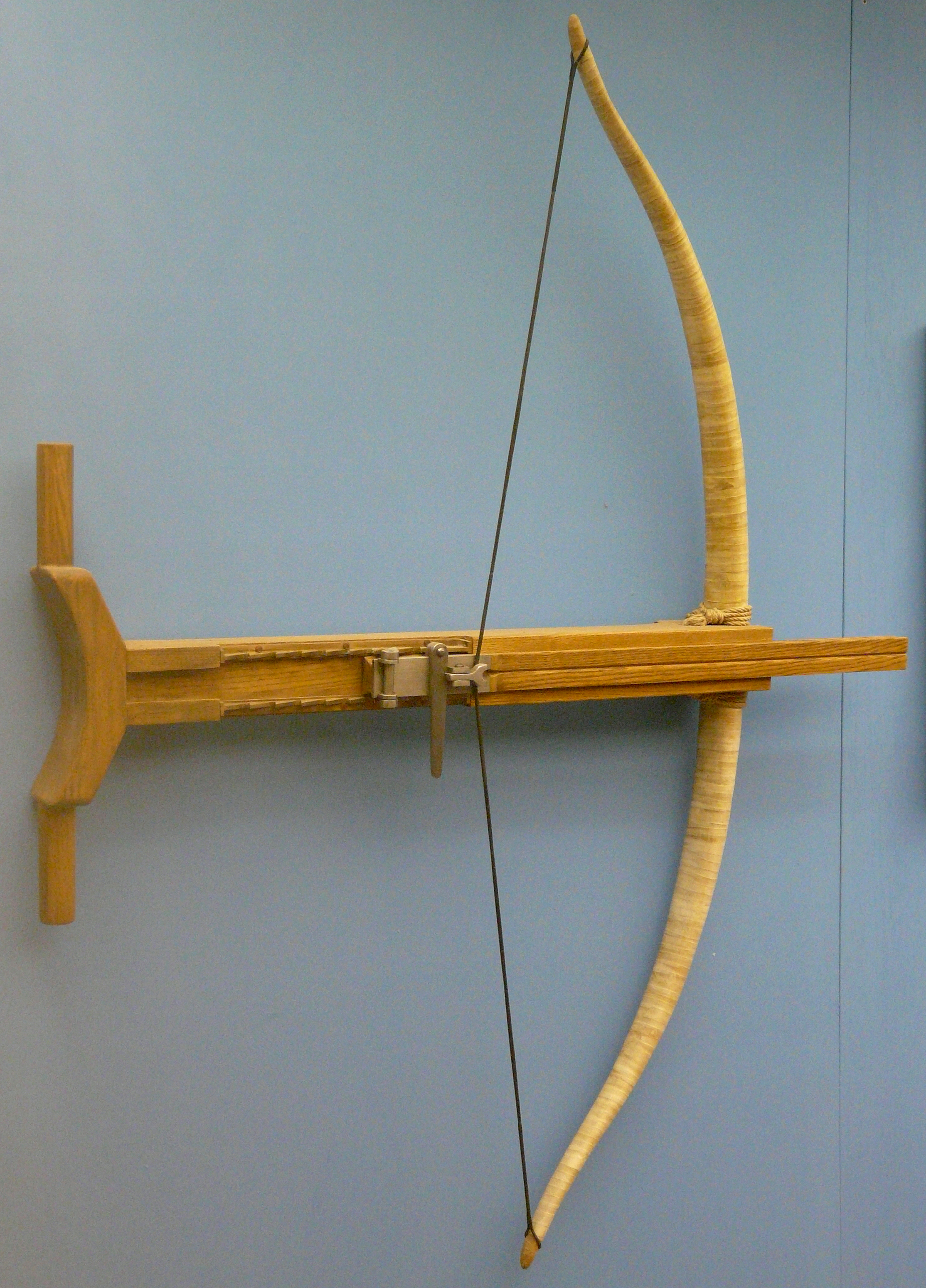
Nachbau eines Gastraphetes im Saalburg-Museum, Hochtaunuskreis

Der Gastraphetes (von altgriechisch γαστραφέτης gastraphétēs, deutsch ‚Bauch-Schleuderer‘) war eine griechische Infanteriewaffe. Er zählt zu den antiken Vorläufern der späteren Armbrust.
Eine größere Version des Gastrapheten war die Oxybeles, die im Belagerungskrieg eingesetzt wurde. Diese wurde später von der Balliste, einem Torsionsgeschütz, verdrängt, die sich zu einer kleineren Version entwickelte und den Gastrapheten verdrängten.

## Beschreibung und Verwendung

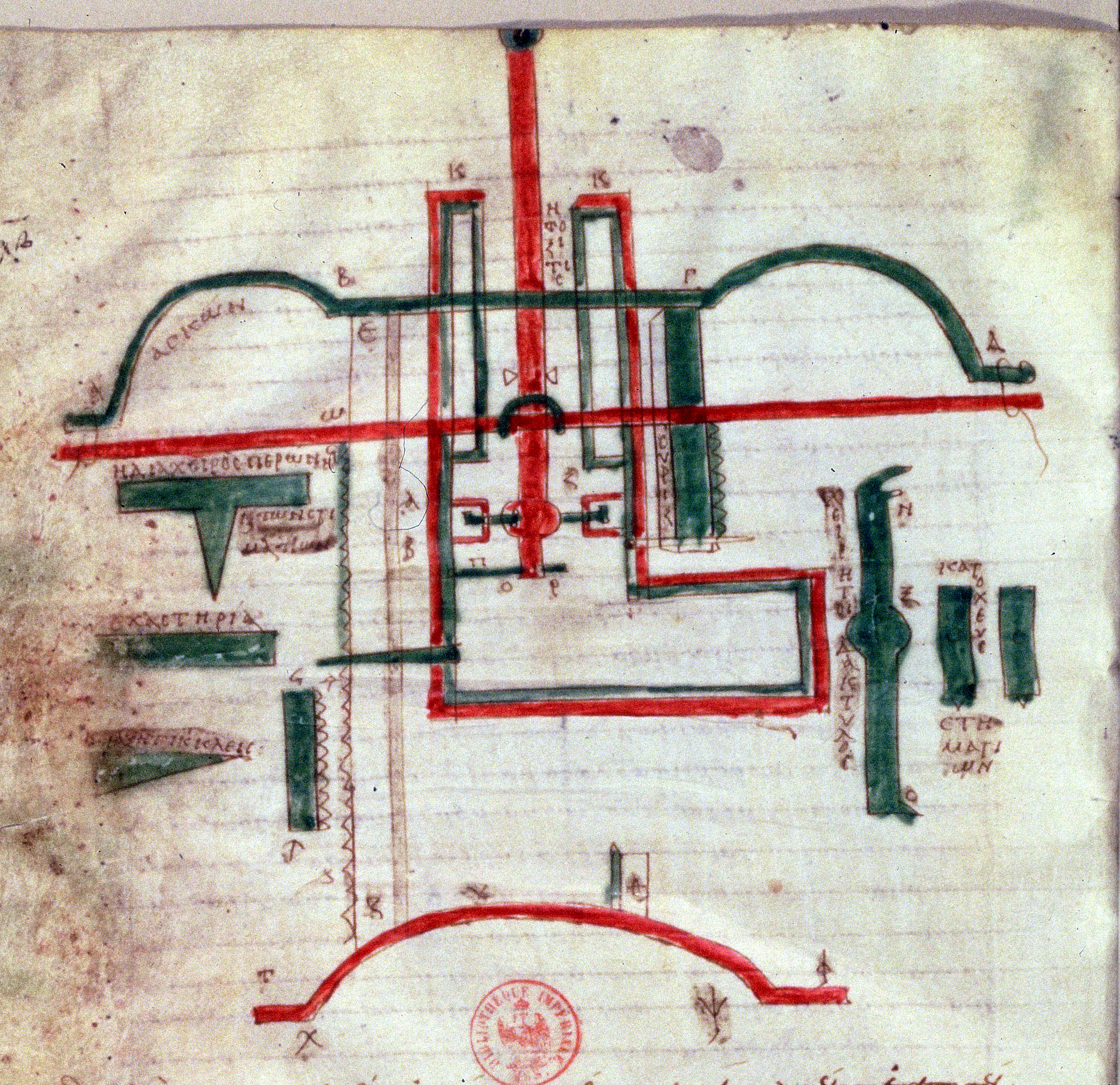
Zeichnung des Gastraphetes von Heron von Alexandria

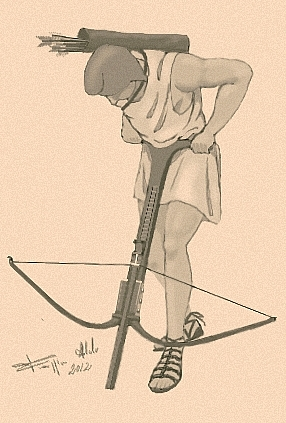
Bogenschütze beim Spannen des Gastraphetes

Auf Basis eines Berichts von Ktesibios aus dem 3. Jh. v. Chr. zeichnete der griechische Ingenieur Heron von Alexandria zeichnete im 1. Jh. v. Chr. einen detaillierten Plan von Aussehen und Handhabung des Gastraphetes, der bis heute erhalten blieb. Diese Waffe war die erste historisch belegte armbrustähnliche Handwaffe außerhalb des antiken Chinas. Sie bestand aus einem Kompositbogen, der auf einem Holzschaft montiert war. Im Gegensatz zur späteren Armbrust hatte der Schaft des Gastraphetes eine weitere längs bewegliche Holzschiene. Der Bogen und der gebogene hintere Holzteil war am unteren Teil des Schafts angebracht, während die bewegliche obere Schiene zum Spannen diente. Dafür schob man sie nach vorne und hängte die Sehne ein. Dann stellte der Schütze das vorne herausragende Ende der Schiene auf den Boden und legte die hintere Stütze an den Oberkörper. Er konnte nun die Holzschiene durch Druck mit seinem gesamten Körpergewicht zurückschieben, bis sie mit der Sehne in einem Haltemechanismus einrastete. Jetzt konnte er einen Pfeil einlegen und den Schuss auslösen. Die Spanntechnik und der Haltemechanismus erlaubten wesentlich mehr Kraft zum Spannen der Gastraphetes, als es bei Bogenschützen der Fall war. Daher waren höhere Reichweiten und eine größere Durchschlagskraft möglich.
Es gibt Berichte antiker Schriftsteller, die von Gastraphetes berichten, die zwei Pfeile auf einmal abschießen konnten. Dafür waren in der oberen Schiene zwei Vertiefungen für die Pfeile eingelassen. Der Gastraphetes erforderte nach Ansicht einiger Autoren aufgrund seiner Größe allerdings eine stützende Vorrichtung, z. B. einen in der Erde steckenden Pfahl.
Außerdem war die Waffe aufgrund des komplexen Mechanismus sowohl deutlich aufwendiger in der Herstellung als auch erheblich schwerer als herkömmliche Bögen. Daher hat sie als Infanteriewaffe für den Angriff wohl keine große Verbreitung gefunden.

## Geschichte
Der Gastraphetes wurde vermutlich im 5. Jh. v. Chr. in Griechenland erfunden. Da Heron in seiner Belopoeica feststellt, dass mechanische Standgeschütze wie das Katapeltikon (Katapult) von den früheren handgehaltenen Gastrapheten inspiriert wurden, muss die Erfindung der handgehaltenen Armbrust in der griechischen Kriegsführung zu einem unbekannten Zeitpunkt vor 399 v. Chr. stattgefunden haben.
Wegen der oben genannten Gründe war sie in der Antike allerdings nie sonderlich von Bedeutung. Sie wurde manchmal auch in der römischen Armee verwendet, aber nur bei Verteidigungen von Lagern; v. a. wenn man auf den Feind warten musste, hatte der Gastraphetes den Vorteil, zum Spannunghalten keine weitere Kraft zu benötigen. Wichtig wurde die tragbare Armbrust erst nach dem Fall des Weströmischen Reiches: Man führte in den oströmischen Streitkräften ein verbessertes (und leichteres) Modell des Gastraphetes ein. Die Armbrust als solche wurde im Mittelalter beliebt und auch in Byzanz oft verwendet.